# Gemeinsame Normdatei

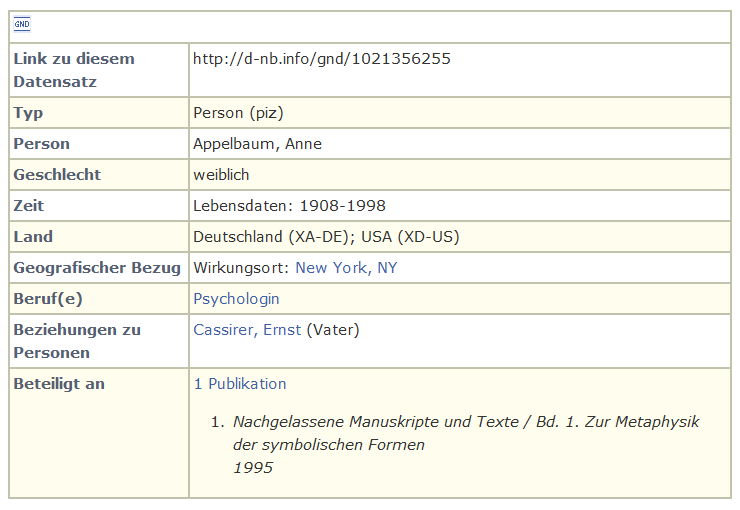
Karta záznamu v GND (osoby)

Gemeinsame Normdatei (GND) je soubor mezinárodních autorit (knihovnických hesel) členěný na sedm entit nejvyšší úrovně ustavený společně s Knihovnou Kongresu USA (ang. Integrated Authority File). Soubor je veden Německou národní knihovnou společně se všemi německými bibliotekařskými svazy a dalšími institucemi. Gemeinsame Normadatei byl do praxe zaveden v dubnu 2012, kdy nahradil v Německu užívané samostatné soubory osobních autorit (Personennamendatei, PND), korporátních autorit (Gemeinsame Körperschaftsdatei, GKD), heslových autorit (Schlagwortnormdatei, SWD) a speciálního souboru hudebního archivu Deutsches Musikarchiv (Einheitssachtitel-Datei des Deutschen Musikarchivs, DMA-EST-Datei). Soubor je publikován pod licencí Creative Commons Zero CC0.
Specifikace GND nabízí hierarchii entit nejvyšší úrovně a jejich podtřídy a zároveň možnost pro jednoznačnou identifikaci jednotlivých elementů. Zná též i ontologii pro reprezentaci znalostí v sémantickém webu, jak je definovaná v Resource Description Framework.

## GND entity nejvyšší úrovně
Záznamy GND se dělí na sedm základní entit:
- 4 628 000 Personennamen (nicht individualisiert, žádný typ) – osobní jména (jména, která nejsou přiřazena k určité osobě)
- 2 882 000 Personen (individualisiert, typ p) – osobní autority
- 1 172 000 Körperschaften (typ k) – korporátní autority
- 587 000 Kongresse/Veranstaltungen (typ v) – kongresy/události
- 293 000 Geografika (typ g) – geografické autority
- 202 000 Sachbegriffe (typ s) – věcné autority
- 193 000 Werke (typ w) – autority popisující díla